# Hill & Knowlton
Hill+Knowlton Strategies — американская PR-компания с 86 офисами в 46 странах мира. Hill & Knowlton была основана в 1927 году Джоном Хиллом в Кливленде, штат Огайо. Сегодня агентство входит в глобальный коммуникационный холдинг WPP Group наряду с международными PR-сетями Burston-Marsteller и Ogilvy PR, а штаб-квартира расположена в Нью-Йорке.

## История
Джон Хилл, бывший репортер и финансовый обозреватель, основал компанию в Кливленде в 1927 году. Компания стала называться Hill & Knowlton, когда Дон Ноултон стал акционером.
В 1946 Хилл и Ноултон перестали сотрудничать. Ноултон взял руководство компанией в Кливленде, однако это подразделение развалилось в 1962 году после его отставки.
Хилл же с 1952 года стал создавать сеть филиалов по всей Европе. В 1980 компани присоединилась к группе JWT, которая, в свою очередь, в 1987 стала принадлежать WPP Group.
Хилл руководил Hill & Knowlton в Нью-Йорке с 1934 по 1962 гг.

## Сотрудничество с другими компаниями

### Табачная промышленность
В 1953 году участники табачной промышленности наняли Hill & Knowlton для помощи в борьбе против заявлений о том, что курение вызывает рак легких. В результате агентство выпустило ряд статей в газетах и журналах, заявляющих о нехватке доказательств о наличии этого факта. Сотрудничество двух компаний продолжалось до 1968 года.

### Правительство Кувейта
В 1990 году госсекретарь США Джеймс Бейкер пытался убедить общественное мнение в необходимости войны в Ираке. Агентство по связям с общественностью Hill & Knowlton распространяло слух о том, что иракские солдаты похитили инкубаторы для недоношенных детей в роддомах Кувейта, от чего погибло более 300 недоношенных младенцев. В доказательство этому прилагалось интервью с 15-летней девочкой по имени «Найра», которая, как она утверждала, видела все собственными глазами. В результате общественность поддержала начало войны в Персидском заливе 1991 года.
Позже выяснилось, что компания H&K была нанята организацией «Граждане за свободный Кувейт» для фабрикации такого свидетельства. Найра аль-Саба являлась дочерью Сауда бин Насира аль-Саба — посла Кувейта в США. Hill & Knowlton получила 10,8 млн долларов от «Граждан за свободный Кувейт», спонсируемых Правительством Кувейта.

### Церковь саентологии
В 1989 году Церковь саентологии наняла H&K для помощи в борьбе против препарата прозак, выпускаемого компанией Eli Lilly and Company. Но в 1991 в журнале «Time» была напечатана критическая статья о Церкви саентологии, в результате чего Hill & Knowlton разорвала сотрудничество с первой. На самом деле Eli Lilly and Company оказалась клиентом одного из агентств, принадлежащих WPP Group. Из-за это наряду с судебными разбирательствами против Eli Lilly and Company Церковь саентологии подала в суд ещё и на Hill & Knowlton, обвинив агентство в том, что оно нарушило договорные обязательства. В 1994 году H&K договорилась с Церковью саентологии без судебного разбирательства.

### Правительства разных стран
Компанию постоянно критикуют за сотрудничество с правительствами стран, обвиняемых в нарушении прав человека, таких как Индонезия, Турция, Мальдивы.